# Джонс, Жаклин
Жаклин Джонс (англ. Jacqueline Jones; род. 17 июня 1948, Делавэр) — американский социальный историк. Доктор философии (1976), именной эмерит-профессор Техасского университета в Остине, завкафедрой истории (2014-20), прежде именной проф. Брандейского университета (1991—2008). Член Американской академии искусств и наук.
Президент Американской исторической ассоциации (2021—2022, её вице-президент в 2011-14 и член с 1989). Макартуровский стипендиат (1999—2004), лауреат Пулитцеровской премии (2024).

## Биография
Я ходила в сегрегированную начальную школу... Я задавалась вопросом, почему чернокожие ученики, которые жили рядом с моей школой, не посещали ее.
Выросла в маленьком городке в штате Делавэр.
Окончила с особым отличием Делавэрский университет (бакалавр американистики), где училась в 1966—1970 годах; Phi Beta Kappa. В Висконсинском университете в Мадисоне получила степени магистра (1970—1972) и доктора философии (1972—1976), обе по американской истории. С того же 1976 года ассистент-, с 1981 года ассоциированный, в 1986—1991 годах профессор истории колледжа Уэллсли. В 1991—2008 годах именной профессор Брандейского университета. С 2009 года заняла именную кафедру Техасского университета. Две ее книги стали финалистами Пулитцеровской премии, Labor of Love выиграла премию Бэнкрофта (1986). Среди других отличий: Taft Prize in Labor History, Spruill Prize in Southern Women's History, Brown Publication Prize in Black Women's History, Organization of American Historians Distinguished Lecturer. 
Называла одной из своих любимых книг — «Американское рабство, американская свобода: испытание колониальной Вирджинией» (1975) Эдмунда Моргана.
Автор восьми монографий и одного учебника - на пересечении областей труда, гендера, расы и политики.
Автор Goddess of Anarchy (2017) — биографии Люси Парсонс. No Right to an Honest Living получила Пулитцеровскую премию по истории.

## Книги
- Labor of Love, Labor of Sorrow: Black Women, Work and the Family from Slavery to the Present (Basic Books, 1985; pb. Vintage, 1986; second ed. 1995; пересмотренное 25th Anniversary Edition, Basic Books, 2010)
- Soldiers of Light and Love: Northern Teachers and Georgia Blacks, 1865-1873 (University of North Carolina Press, 1980; pb. University of Georgia Press, 1992)
- The Dispossessed: America’s Underclasses from the Civil War to the Present (Basic Books, 1992; pb. Basic, 1994)
- American Work: Four Centuries of Black and White Labor (W. W. Norton, 1998; pb., Norton, 1999)
- A Social History of the Laboring Classes from Colonial Times to the Present (Blackwell Publishers, 1999)
- Creek Walking: Growing Up in Delaware in the 1950s (University of Delaware Press, 2001)
- Created Equal: A History of the United States (Prentice-Hall/Pearson, 2003; Fourth Edition, July, 2013) — университетский учебник, главы 9-18, охватывающие период 1790-1900
- Saving Savannah: The City and the Civil War, 1854-1872 (Alfred A. Knopf, 2008; pb Vintage, 2009)
- A Dreadful Deceit: The Myth of Race from the Colonial Era to Obama’s America (Basic Books, 2013; pb. 2014)
- Goddess of Anarchy[англ.]: The Life and Times of Lucy Parsons (Basic Books, 2017)
- No Right to an Honest Living: The Struggles of Boston's Black Workers in the Civil War Era (Basic Books, 2023)